# Сельва-ди-Валь-Гардена
Се́льва-ди-Валь-Гарде́на (итал. Selva di Val Gardena), также Сэ́льва (ладинск. Sëlva), или Во́лькенштайн-ин-Грёден (нем. Wolkenstein in Gröden) — коммуна в Италии, располагается в регионе Трентино — Альто-Адидже, в провинции Больцано.
Население составляет 2589 человек (2008 г.), плотность населения составляет 49 чел./км². Занимает площадь 53 км². Почтовый индекс — 39048. Телефонный код — 0471.
В коммуне 15 августа особо празднуется Успение Пресвятой Богородицы.

## Демография
Динамика населения: